# Biffure
La biffure (ou l'action de barrer ou rayer) est une modification typographique dans laquelle des lettres sont barrées d'une ligne horizontale en leur « milieu ». Contrairement aux textes censurés, les mots restent lisibles. Dans les documents imprimés « en dur » (à l'encre, typographiés, etc.), cette notation indique que le texte est une erreur et doit être exclu du document. Sur une page rendue de façon logicielle, il peut indiquer la même chose ou bien que l'information a été récemment effacée, ou encore servir un but humoristique : « Géo Trouvetout est un homme désordonné pas autant ordonné que j'aimerais ».
Dans les manuscrits médiévaux, une biffure en rouge était une façon de mettre en valeur certains passages (par exemple, dans le Domesday Book).

## Méthodes informatiques
En HTML, utiliser <strike> ou <s>. La balise <del> représente du texte effacé, qui est souvent rendu visuellement par du texte barré.
En CSS, utiliser <span style="text-decoration:line-through;">ABCDEF</span> : ABCDEF.
Le diacritique Unicode long stroke overlay (U+0336) surimpose une ligne continue horizontale sur du texte : ̶A̶B̶C̶D̶E̶F̶G̶H̶I. Le diacritique short stroke overlay (U+0335) surimpose des segments de droite horizontaux sur le texte : ̶A̶B̶C̶D̶E̶F̶G̶H̶I. Le diacritique short solidus overlay (U+0337) surimpose des segments de droite diagonaux sur les lettres : ̷A̷B̷C̷D̷E̷F̷G̷H̷I.
L'Unicode publie des caractères qui ont déjà cet attribut : ƀ, Đđ, Ǥǥ, Ħħ, Ɨɨ, Ɉɉ, Łł, Ɵɵ, Ŧ, ʉ, Ƶƶ, ƻ, ʡ, ʢ, Ғғ, Ҟҟ,  Ұұ, Ҍҍ, ⊄, ⊅, ∉.